# أحمد العفاسي
أحمد العفاسي (لغة إنجليزية; Ahmad Alafasi) هو رياضي كويتي تنافس في مسابقة الرماية المزدوجة للصيد في دورة الألعاب الأولمبية الصيفية 2016. شارك في «الرياضيون الأولمبيون المستقلون في الألعاب الأولمبية الصيفية 2016».

## روابط خارجية
- أحمد العفاسي على موقع الاتحاد الدولي (الإنجليزية)
- أحمد العفاسي على موقع اللجنة الأولمبية الدولية (الإنجليزية)
- أحمد العفاسي على موقع أوليمبيديا (الإنجليزية)